# Crazy Rhythms
Crazy Rhythms es el álbum debut de la banda estadounidense The Feelies. Fue publicado en el Reino Unido el 29 de febrero de 1980, y en los Estados Unidos en abril de 1980, a través del sello discográfico Stiff. Su fusión de post-punk y jangle pop influyó en el próximo género de rock alternativo, con R.E.M., entre otros, citando el álbum como una influencia. Aunque inicialmente no tuvo éxito comercial, ha sido alabado por la crítica en las décadas posteriores a su lanzamiento. 

## Antecedentes
En el álbum, el miembro de la banda Glenn Mercer ha dicho: “El sonido que buscábamos era una reacción contra la escena punk [...] Siendo un poco mayores, sentimos que todo se había hecho antes. Queríamos que las guitarras fueran más limpias, y empezamos a experimentar con mucha percusión”.

## Recepción de la crítica
Mike Powell, escribiendo para Pitchfork, le otorgó el certificado de “Best New Music” y una calificación de 9.1 sobre 10. Él escribió que la música del álbum “es rara, pero el tono – especialmente sabiendo que nunca fue replicado por ninguna otra banda – es más raro”. Michael Hann de The Guardian declaró que “suena completamente atemporal y es el producto de un grupo unido en una cosmovisión. [...] Es tan fresco que si fuera un nuevo álbum sería el mejor debut del año”. Craig Carson de PopMatters comentó: “Con su primer álbum, The Feelies lograron hablar directamente con el zeitgeist del underground independiente estadounidense sin volverse sobreexpuestos o repetitivos”.
Ned Raggett, escribiendo para AllMusic, comentó que “Fier es el arma secreta de la banda, capaz de tocar ritmos directos pero apuntando a un golpe extraño y retumbante que actualiza el trance de Velvet Underground / Krautrock en reinos más vertiginosos”. El sitio web Sputnikmusic dijo que la banda concibió “lo que probablemente sea el ejemplo más puro de cómo debería sonar la música post-punk. Con la utilización de un tono de guitarra limpio y tintineante y un fuerte énfasis en la percusión, el álbum no solo sentó las bases para un género, sino que también logró convertirse en una entidad única en la escena musical de la época, además de influir fuertemente en una década de músicos”. Concluyeron escribiendo que Crazy Rhythms “es un álbum que será muy apreciado en las próximas décadas y seguirá siendo icónico por su actitud exploratoria y revolucionaria”. Keith Phipps de The A.V. Club escribió: “Desde el principio, The Feelies aprendieron mucho de otra banda subterránea, The Velvet Underground, combinando la sencillez conocedora de ese grupo con las lecciones aprendidas de los favoritos de CBGB como Television y Talking Heads. Pero nadie excepto la banda, liderada por Glenn Mercer y Bill Million, puede reclamar el sonido resultante. Crazy Rhythms hace honor a su título, combinando el característico sonido de guitarra de skitter-to-drone del grupo con energía neurótica extraída del momento en que el punk comenzó a dar paso al new wave”.

### Galardones
| Publicación   | Lista                           | Posición | Ref.   |
| ------------- | ------------------------------- | -------- | ------ |
| Paste         | 80 Best Albums of the 1980s     | 69       | [ 12 ] |
| Paste         | 50 Best Post-Punk Albums        | 31       | [ 13 ] |
| Paste         | 25 Best Albums of 1980          | 15       | [ 14 ] |
| Pitchfork     | 200 Best Albums of the 1980s    | 107      | [ 15 ] |
| Pitchfork     | Top 100 Albums of the 1980s     | 69       | [ 16 ] |
| Rolling Stone | 100 Best Albums of the Eighties | 49       | [ 17 ] |
| Rolling Stone | 80 Greatest Albums of 1980      | 23       | [ 18 ] |

### Legado
Aunque no fue comercialmente popular en el momento de su lanzamiento, Crazy Rhythms fue un éxito de crítica, ubicándose en el número 17 en la encuesta anual de críticos Pazz & Jop de The Village Voice, superando a los favoritos de críticos tan notables como Scary Monsters (and Super Creeps) de David Bowie, Closer de Joy Division, Emotional Rescue de The Rolling Stones y el álbum debut de The Specials.
El 11 de septiembre de 2009, Crazy Rhythms fue interpretada en vivo en su totalidad por The Feelies como parte del Don't Look Back, serie de conciertos organizada por All Tomorrow's Parties.
La portada del primer álbum de Weezer (1994) ha sido frecuentemente comparada con Crazy Rhythms.

## Lista de canciones
Todas las canciones escritas y compuestas por Bill Million y Glenn Mercer, excepto donde esta anotado.
Lado uno
1. «The Boy with the Perpetual Nervousness» – 5:14
2. «Fa Cé-La» – 2:05
3. «Loveless Love» – 5:07
4. «Forces at Work» – 7:07

Lado dos
1. «Original Love» – 2:58
2. «Everybody's Got Something to Hide Except Me and My Monkey» (Lennon–McCartney) – 4:08
3. «Moscow Nights» – 4:26
4. «Raised Eyebrows» – 3:02
5. «Crazy Rhythms» – 6:12

## Historial de lanzamiento
El primer lanzamiento en CD fue en Alemania y Estados Unidos en 1986. A&M Records lanzó el álbum en CD en 1990 con un bonus track, una versión de «Paint It Black» de The Rolling Stones. La pista fue grabada en 1990 sin Fier o DeNunzio.
Bar/None Records reeditó Crazy Rhythms el 8 de septiembre de 2009, mientras que Domino Records reeditó el álbum fuera de Estados Unidos y Canadá.